# Campionato africano femminile di pallavolo 2003
Il XI campionato africano femminile di pallavolo si è svolto dal 16 al 23 agosto 2003 a Nairobi, in Kenya. Al torneo hanno partecipato 8 squadre nazionali africane e la vittoria finale è andata per la terza volta alla Egitto.

## Squadre partecipanti
| - Algeria - Camerun - Egitto - Kenya | - RD del Congo - Seychelles - Senegal - Tunisia |

## Gironi
| Girone A                          | Girone B                           |
| --------------------------------- | ---------------------------------- |
| Egitto Kenya RD del Congo Tunisia | Algeria Camerun Seychelles Senegal |

## Fase finale

### Finali 1º e 3º posto
|  | 1º posto - 4º posto | 1º posto - 4º posto | 1º posto - 4º posto |       |        | 1º/2º posto | 1º/2º posto | 1º/2º posto |  |
|  |                     |                     |                     |       |        |             |             |             |  |
|  | Egitto              | Egitto              | 3                   |       |        |             |             |             |  |
|  | Egitto              | Egitto              | 3                   |       |        |             |             |             |  |
|  | Algeria             | Algeria             | 2                   |       |        |             |             |             |  |
|  | Algeria             | Algeria             | 2                   |       | Egitto | Egitto      | 3           |             |  |
|  |                     |                     |                     |       | Egitto | Egitto      | 3           |             |  |
|  |                     |                     | Kenya               | Kenya | 1      |             |             |             |  |
|  | Kenya               | Kenya               | Kenya               | Kenya | 1      | 3           |             |             |  |
|  | Kenya               | Kenya               |                     |       |        | 3           |             |             |  |
|  | Camerun             | Camerun             | 0                   |       |        | 3º/4º posto | 3º/4º posto | 3º/4º posto |  |
|  | Camerun             | Camerun             | 0                   |       |        |             |             |             |  |
|  |                     |                     |                     |       |        |             |             |             |  |
|  |                     |                     |                     |       |        | Camerun     | Camerun     | 3           |  |
|  |                     |                     |                     |       |        | Camerun     | Camerun     | 3           |  |
|  |                     |                     |                     |       |        | Algeria     | Algeria     | 1           |  |

## Classifica finale
| Classifica | Squadre      |
| ---------- | ------------ |
|            | Egitto       |
|            | Kenya        |
|            | Camerun      |
| 4          | Algeria      |
| 5          | Tunisia      |
| 6          | Seychelles   |
| 7          | RD del Congo |
| 8          | Senegal      |